# Gran Hamada
Pour les articles homonymes, voir Hamada.
Hiroaki Hamada (浜田 広秋, Hamada Hiroaki), né le 27 novembre 1950 à Maebashi (île de Honshū) et mort le 15 février 2025 au Mexique, mieux connu sous le pseudonyme de Gran Hamada (グラン浜田, Guran Hamada) est un catcheur (lutteur professionnel), un promoteur et entraîneur de catch japonais. Il est connu pour être un des premiers Japonais à avoir adopté le style mexicain de la lucha libre.
Premier et unique champion Intercontinental par équipe de la WWF avec Perro Aguayo, il est également le créateur de la Federación Universal de Lucha Libre (en). 

## Biographie

### Jeunesse
Hiroaki Hamada fait du judo et remporte de nombreux tournois quand il est au lycée. Il doit arrêter de pratiquer ce sport pendant un an quand il attrape la jaunisse.

### Carrière de catcheur
Hiroaki Hamada entre au dojo de la New Japan Pro Wrestling auprès d'Antonio Inoki et Kotetsu Yamamoto (en). Il commence sa carrière dans cette fédération sous le nom de Little Hamada. Il y reste jusqu'en 1975 avant de partir au Mexique lutter à l'Universal Wrestling Association (UWA).
Il fait ses débuts à la fédération Universal Wrestling Federation quand cette dernière ouvre ses portes, mais son style lucha libre ne correspondant pas à l'image de la fédération, il part rapidement pour rejoindre la All Japan Pro Wrestling. Il la quittera en 1990 pour créer sa propre promotion, l'Universal Lucha Libre. Il y sera Champion Intercontinental par équipe avec The Great Sasuke et Champion du Monde Junior poids-léger. La fédération, qui commencera à manquer de catcheurs dès 1993, fermera ses portes en 95. Gran Hamada rejoindra ensuite la Michinoku Pro Wrestling, fédération créée par d'anciens employés de la ULL.
Parallèlement, il catche à la World Wrestling Federation où, le 7 janvier 1991, lui et Perro Aguayo deviennent les premiers Champions Intercontinentaux par équipe de la WWF. Ils seront les uniques champions, le titre étant désactivé la même année. Il s'emparera également à deux reprises du Championnat poids-moyens de la WWF (le 21 avril 1982 en battant et le 17 avril 1984, les deux fois en battant Perro Aguayo). Cependant, ses deux règnes ne sont pas reconnus officiellement par la WWE qui ne reconnaît que les règnes à partir de celui du 7 décembre 1997.
En 2001, Gran Hamada apparaît dans différentes fédérations japonaises. Il rejoint brièvement l'équipe « Love Machine » sous le pseudonyme de Mini Love Machine avec ses partenaires, « Super Love Matchine » et « Storm Love Machine ». Ils utilisaient la chanson Love Machine de Morning Musume en theme d'entrée.

### Famille
Gran Hamada est le père des catcheuses Xóchitl et Ayako Hamada.

## Palmarès
- ARSION
  - P*MIX Grand Prix (2000) - avec Ayako Hamada

- Big Japan Pro Wrestling
  - Championnat poids-lourds de la BJW (1 fois)

- Consejo Mundial de Lucha Libre
  - Champion du Monde poids-moyens de la NWA (1 fois)

- Michinoku Pro Wrestling
  - Champion super poids-moyens de la UWAF (1 fois)

- NWA Hollywood Wrestling
  - Championnat poids-lourds Américain de la NWA (1 fois)

- New Japan Pro Wrestling
  - Championnat du Monde poids-légers de la UWA (1 fois)

- Universal Lucha Libre
  - Champion Intercontinental par équipe de la UWA/UWF (1 fois)
  - Championnat du Monde Junior poids-lourds de la WWA (1 fois)

- Universal Wrestling Association
  - Championnat du Monde Junior poids-légers de la UWA (4 fois)
  - Championnat du Monde poids-légers de la UWA (2 fois)
  - Championnat du Monde poids-moyens de la UWA (3 fois)
  - Championnat du Monde par équipe de la UWA (3 fois, 1 fois avec Riki Chōshū, 1 fois avec Perro Aguyayo et 1 fois avec Kendo)
  - UWA World Welterweight Championship (1 fois)

- World Wrestling Federation
  - Championnat Intercontinental par équipe de la WWF (1 fois et uniques avec Perro Aguayo)
  - Championnat poids-moyens de la WWF (2 règnes non-officiels)